# Det ovale kontor
Det ovale kontor eller det ovale værelse (engelsk: The Oval Office) er USA's præsidents officielle kontor. Det blev bygget i 1909 som en del af en udvidelse af Det Hvide Hus og ligger i vestfløjen.